# Церковь Святого Духа (Палермо)

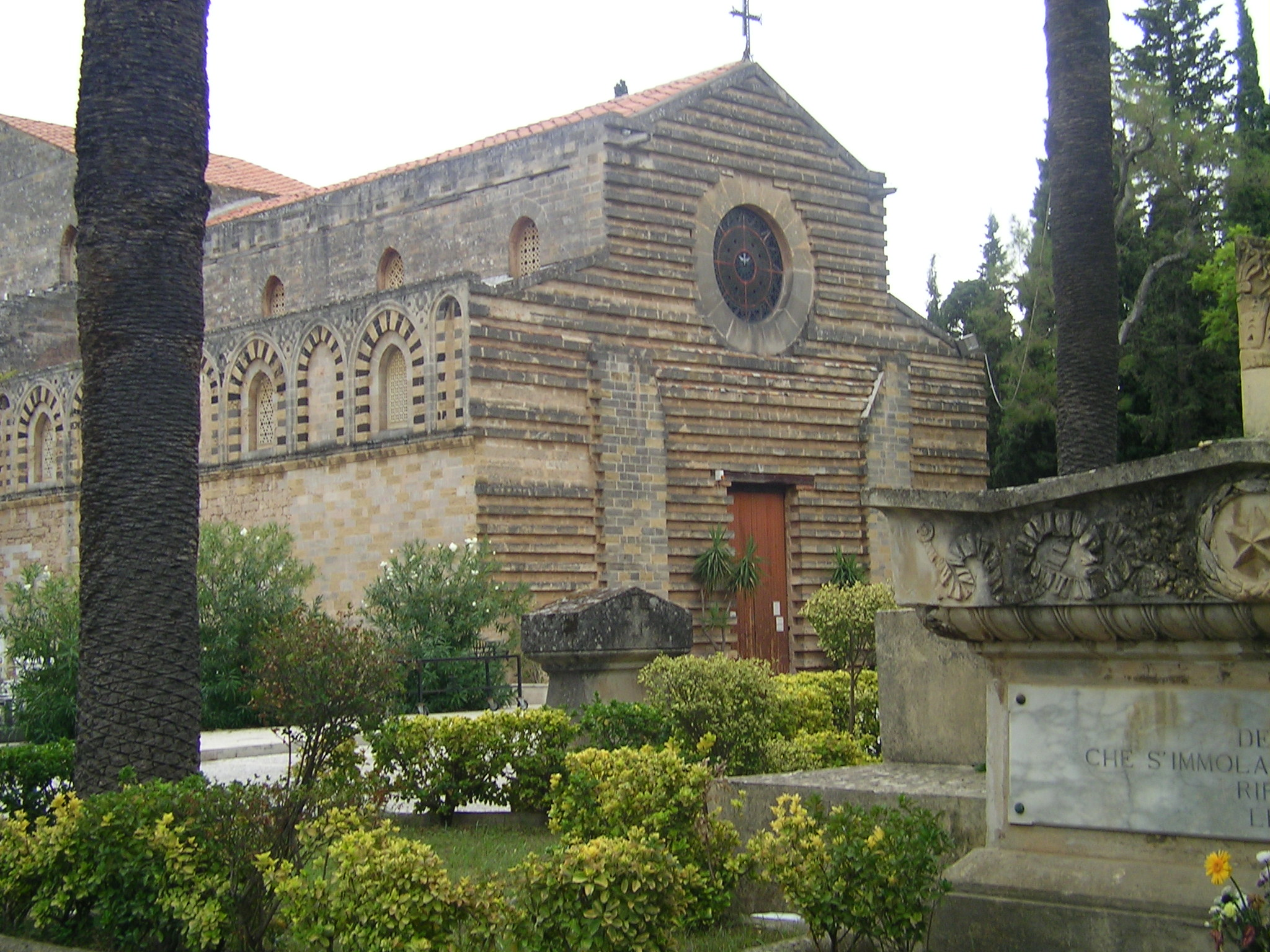
Церковь Святого Духа в Палермо

Церковь Святого Духа (итал. Chiesa dello Spirito Santo) — католическая церковь в Палермо, Сицилия.
Церковь, ранее относившаяся к цистерцианскому монастырю, была построена вместе с ним между 1173 и 1178 годом в арабо-норманнском стиле. Инициатором его строительства был архиепископ Палермо Уолтер Милль, а после возведения он был передан монахам аббатства Самбучина. Значительные пожертвования монастырю делали король Сицилии Вильгельм II Добрый и его мать Маргарита Наваррская.
Национально-освободительное восстание, получившее название «Сицилийская вечерня», началось 29 марта 1282 года именно в этой церкви. В настоящее время она находится в пределах кладбища Сант-Орсола.